# Hashimoto Shinkichi

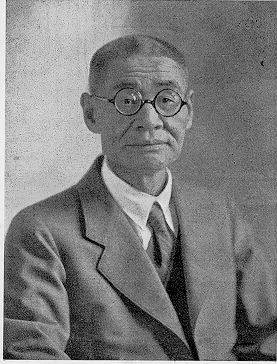
Hashimoto Shinkichi

Hashimoto Shinkichi (japanisch 橋本 進吉; geboren 24. Dezember 1882 in Tsuruga (Präfektur Fukui); gestorben 30. Januar 1945 in Tokio) war ein japanischer Linguist und Sprachforscher.

## Leben und Wirken
Hashimoto Shinkichi machte 1906 seinen Studienabschluss in Linguistik an der Universität Tokio. Er war ab 1909 Mitarbeiter des Japanologen Ueda Kazutoshi, wurde 1927 Assistenzprofessor und 1929 als Nachfolger Uedas Universitätsprofessor. 1934 wurde er zum Doktor promoviert, 1943 ging er, wie an der Universität Tokio festgelegt, im Alter von 60 in den Ruhestand.
Hashimotos wichtigstes Arbeitsgebiet war die Erforschung des alten Vokalsystems, wie es sich aus der frühesten Kana-Wiedergabe rekonstruieren lässt. Auch seine Forschungen zur christlichen Literatur des 16. und 17. Jahrhunderts trugen zum Wissen der alten Aussprache bei. Hashimotos grammatisches System basiert auf dem „Bunsetsu“ (文節), der „phonologischen Phrase“. Er war verantwortlich für die „Shin bunten bekki“ (新文典別記), den „Supplementen zur neuen Grammatik“ in den Jahren 193, 1936, 1938 und 1939. Dabei handelt es sich um die offizielle Referenz-Grammatik des Kultusministeriums für Schulen. Dadurch erfuhren seine Ideen zur Grammatik die größte mögliche Verbreitung. Sie sind bis heute einflussreich.
Zu Hashimotos Publikationen gehören
- „Kohon setsu yōshū no kenkyū“ (古本節用集の研究), etwa „Studien bezüglich des Gebrauchs der Phrasen alten Büchern“, zusammen mit Uedsa 1916,
- „Kōhon Manyōshū“ (校本万葉集), „Schullektüre zum Man’yōshū“, 25 Hefte, 1924 bis 1925, 10 Ergänzungshefte 1931 bis 1932, zusammen mit Sasaki Nobutsuna u. a.,
- „Bunroku gannen Amakusa-han Kirishitan kyōgi no kenkyū“ (文禄元年天草版吉利支丹教義の研究), „Studien zu den Amakusa-Drucken zur christlichen Lehre aus dem 1. Jahr Bunroku [1593]“ 1928,
- „Kokugohō yōsetsu“ (国語要説), „Grundriss der Landessprache“, 1934.

Hashimotos gesammelten Werke (橋本進吉著作集, Hashimoto Shinkichi chosaku-shū) wurden in 10 Bänden von 1950 bis 1983 herausgegeben.